# مارك مككولوك (لاعب كرة قدم)
مارك مككولوك (بالإنجليزية: Mark McCulloch)‏ (19 مايو 1975 في المملكة المتحدة - ) هو لاعب كرة قدم بريطاني في مركز الظهير. لعب مع دونفرملين أثلتيك ونادي إنفرنيس ونادي بارتيك ثيسل ونادي روس كاونتي وكلاكناكودين ‏ وفورفار أثلتيك ‏ ونادي ليفينغستون لكرة القدم.

## وصلات خارجية
- مارك مككولوك (لاعب كرة قدم) على موقع قاعدة بيانات كرة القدم.إي يو (الإنجليزية)
- مارك مككولوك (لاعب كرة قدم) على موقع Soccerbase.com (لاعب) (الإنجليزية)